# Soboliata
Soboliata (en rus: Соболята) és un poble del krai de Perm, a Rússia, que en el cens del 2010 tenia 146 habitants.